# Schipkau
Schipkau (em baixo sorábio: Šejkow) é um município da Alemanha, situado no distrito de Oberspreewald-Lausitz, no estado de Brandemburgo. Tem 72,91 km² de área, e sua população em 2019 foi estimada em 6.661 habitantes.